# Sean Longstaff
Sean David Longstaff (Newcastle upon-Tyne, Inglaterra, 30 de octubre de 1997) es un futbolista británico que juega como centrocampista y su equipo es el Leeds United F. C. de la Premier League de Inglaterra.

## Trayectoria
Longstaff comenzó su carrera con el equipo juvenil del Newcastle United. En enero de 2017 fue cedido al Kilmanrock al igual que sus compañeros Callum Roberts y Freddie Woodman. Tras terminar su cesión en el club escocés, fue cedido en julio de 2017 al Blackpool de la EFL League One.  
El entrenador de aquel entonces Rafa Benítez le convocó para realizar la pretemporada con el primer equipo y se quedó impresionado por sus actuaciones lo que le hizo subir al primer equipo y además renovando su contrato en noviembre de 2018. Hizo su debut oficial en la Premier League el 26 de diciembre de 2018 contra el Liverpool entró al terreno de juego en el minuto 75 reemplazando a Kenedy, aquel partido acabó con victoria para los reds por 4-0. Dos semanas después Longstaff recibió su primera titularidad, en este caso es en el partido de repetición de tercera ronda de la FA Cup contra el Blackburn Rovers, además en aquel partido consiguió marcar su primer gol con el primer equipo dándole el triunfo y el pase a la siguiente ronda de la competición. Llegó a jugar en su primera temporada un total de 12 partidos entre todas las competiciones, llegando a marcar su primer gol en la Premier League el 26 de febrero contra el Burnley. Rafa Benítez quedó impresionado por el nivel que mostró durante ese tiempo, pero una lesión de rodilla le dejó fuera para el resto de la temporada.
El 18 de julio de 2025, tras jugar más de doscientos partidos con el Newcastle United y ganar la Copa de la Liga en su última temporada, fue traspasado al Leeds United F. C. y firmó hasta mediados de 2029.

## Selección nacional
No ha llegado a debutar aun con la selección nacional, estuvo observado por Gareth Southgate a principios de 2019 debido a sus actuaciones.

## Estadísticas

### Clubes
Actualizado al último partido disputado el 2 de noviembre de 2024.
| Club                              | Div.          | Temporada     | Liga  | Liga  | Liga   | Copas nacionales | Copas nacionales | Copas nacionales | Copas internacionales | Copas internacionales | Copas internacionales | Total | Total | Total  |
| Club                              | Div.          | Temporada     | Part. | Goles | Asist. | Part.            | Goles            | Asist.           | Part.                 | Goles                 | Asist.                | Part. | Goles | Asist. |
| --------------------------------- | ------------- | ------------- | ----- | ----- | ------ | ---------------- | ---------------- | ---------------- | --------------------- | --------------------- | --------------------- | ----- | ----- | ------ |
| Kilmarnock F. C. Escocia          | 1.ª           | 2016-17       | 16    | 3     | 2      | 1                | 0                | 0                | —                     | —                     | —                     | 17    | 3     | 2      |
| Kilmarnock F. C. Escocia          | Total club    | Total club    | 16    | 3     | 2      | 1                | 0                | 0                | 0                     | 0                     | 0                     | 17    | 3     | 2      |
| Blackpool F. C. Inglaterra        | 2.ª           | 2017-18       | 42    | 8     | 3      | 3                | 1                | 1                | —                     | —                     | —                     | 45    | 9     | 4      |
| Blackpool F. C. Inglaterra        | Total club    | Total club    | 42    | 8     | 3      | 3                | 1                | 1                | 0                     | 0                     | 0                     | 45    | 9     | 4      |
| Newcastle United F. C. Inglaterra | 1.ª           | 2018-19       | 9     | 1     | 0      | 4                | 1                | 0                | —                     | —                     | —                     | 13    | 2     | 0      |
| Newcastle United F. C. Inglaterra | 1.ª           | 2019-20       | 22    | 1     | 1      | 6                | 1                | 1                | —                     | —                     | —                     | 28    | 2     | 2      |
| Newcastle United F. C. Inglaterra | 1.ª           | 2020-21       | 22    | 0     | 1      | 5                | 0                | 0                | —                     | —                     | —                     | 27    | 0     | 1      |
| Newcastle United F. C. Inglaterra | 1.ª           | 2021-22       | 24    | 1     | 1      | 2                | 0                | 0                | —                     | —                     | —                     | 26    | 1     | 1      |
| Newcastle United F. C. Inglaterra | 1.ª           | 2022-23       | 33    | 1     | 4      | 8                | 2                | 0                | —                     | —                     | —                     | 41    | 3     | 4      |
| Newcastle United F. C. Inglaterra | 1.ª           | 2023-24       | 35    | 6     | 2      | 6                | 1                | 0                | 5                     | 1                     | 0                     | 46    | 8     | 2      |
| Newcastle United F. C. Inglaterra | 1.ª           | 2024-25       | 9     | 0     | 0      | 3                | 0                | 0                | ―                     | ―                     | ―                     | 12    | 0     | 0      |
| Newcastle United F. C. Inglaterra | Total club    | Total club    | 154   | 10    | 9      | 34               | 5                | 1                | 5                     | 1                     | 0                     | 193   | 16    | 10     |
| Total carrera                     | Total carrera | Total carrera | 212   | 21    | 14     | 38               | 5                | 2                | 5                     | 1                     | 0                     | 255   | 28    | 16     |

## Palmarés

### Títulos nacionales
| Título          | Club                   | País       | Año  |
| --------------- | ---------------------- | ---------- | ---- |
| Copa de la Liga | Newcastle United F. C. | Inglaterra | 2025 |